# O2 TV Info
O2 TV Info byl český televizní kanál provozovaný společností O2 Czech Republic. Tento kanál je vysílán v IPTV společnosti O2, v O2 TV, a do 1. 2. 2011 byl také vysílán v Multiplexu 4, který je touto společností provozován. Tento kanál vysílá hodinové bloky, které se neustále opakují, a které informují diváky o novinkách v O2 TV, o nových titulech ve videotéce O2 TV, Top 10 filmů z O2 TV videotéky, a nebo o rozšíření programové nabídky O2 TV.
Z důvodu změny O2 TV na Oneplay bylo dne 10. března 2025 ukončeno vysílání.